# Wang Jianzheng
Wang Jianzheng (født 1. februar 1987 i Pingdu i provinsen Shandong i Folkerepublikken Kina) er en kinesisk amatørbokser, som konkurrerer i vægtklassen mellemvægt. Jianzheng har ingen større internationale resultater, og fik sin olympiske debut da han repræsenterede Kina under Sommer-OL 2008, hvor han blev slået ud i første runde.